# Театр-музей Сальвадора Далі
Теа́тр-музе́й Сальвадо́ра Далі́ — музей, створений Сальвадором Далі, розташований у Фігерасі. Тут розміщено найбільше зібрання картин цього відомого художника-сюрреаліста.
Театр-музей Сальвадора Далі можна розглядати як два виставкових комплекси, які чітко відрізняються один від одного.
Перший створений на основі старого муніципального театру, який було збудовано у XIX столітті архітектором Рока-і-Брюсом та який згорів 19 лютого 1939 року. Будівлю було перетворено в Театр-музей відповідно до задуму та проекту самого Далі. Він є єдиним художнім витвором, кожна деталь якого — невід'ємна частина цілого. Ця авторська робота зберегла свій первинний вигляд.
Другий комплекс утворений залами, приєднаними до будівлі муніципального театру в ході різних реконструкцій та розширень: тут і підземна каплиця-крипта, і зали Вежі Галатеї, що колись була частиною середньовічних стін міста, придбані у 1981 році. У цій вежі Далі жив із жовтня 1983 року до своєї смерті 23 січня 1989 року.

## Заснування та еволюція

### Передісторія
У 1954 році в Залі каріатид Королівського палацу в Мілані відбулася виставка картин, рисунків та ювелірних робіт Сальвадора Далі. Палац, який належав другу художника, графові Тео Россі ді Монтелера, зберігав сліди бомбардувань, і це наштовхнуло Далі на думку використати як виставкове приміщення для своїх робіт обгорілі стіни муніципального театру в його рідному Фігерасі.

### Від задуму до втілення
У жовтні 1960 року мер Фігерасу звернувся до Далі із проханням подарувати одну з картин художника місцевому краєзнавчому музею Ампурдану. Прохання мера до художника підтримав їх спільний друг фотограф Меліто Казальс, якого Далі завірив у тому, що подарує рідному місту не лише картину, а цілий музей.
Процес створення музею розпочався у 1961 році. 8 серпня Далі сповістив громадськість Фігерасу про своє бажання побудувати музей, заявивши:
|  | З молодих років я слідував заповіту Монтеня, який стверджував, що єдиний шлях до універсального лежить через суто локальне <…>. Нашому театру судилося стати музеєм Далі. Тут відбулася моя перша в житті виставка. Кожен сантиметр цих напівзгнилих стін – абстрактна картина. |

12 серпня місто відсвяткувало цю подію численними заходами. Під час одного з них Далі вручили «Фіговий листок» — найвищу нагороду мерії міста, а ввечері, виступаючи поки що у напівзруйнованому Муніципальному театрі, художник оприлюднив своє бачення майбутнього цієї будівлі. Він заявив:
|  | Де ж іще, як не в моєму місті, мають зберегтися й жити у віках найбільш екстравагантні та фундаментальні з моїх робіт? Де ж іще? Те, що залишилося від Муніципального театру, здається мені дуже підходящим з трьох причин: по-перше, тому що я, перш за все, театральний художник; по-друге, тому що Театр розташований навпроти церкви, у якій мене хрестили, а ви знаєте, що я католик до мозку кісток; а по-третє, саме в цьому театрі, у його фоє, я вперше виставив свої живописні роботи. |

У 1964 році в інтерв'ю журналу «Тайм» Далі повідомив, що будівництво музею починається зі спорудження так званого «геодезичного» куполу Річарда Бакмінстера Фуллера над сценою старого театру, збудованого у 1849–1850 рр. архітектором Жозепом Рока-і-Брюсом.
29 січня 1968 року за пропозицією муніципалітету було вирішено перетворити театр в музей Сальвадора Далі. Нарешті, у 1969 році будівництво куполу було доручено Еміліо Пересу Пінейро, єдиному в Іспанії архітектору, який вмів створювати подібні сітчасті конструкції.
1 квітня 1970 року, на прес-конференції в музеї Гюстава Моро в Парижі, Далі в черговий раз оголосив про створення свого музею у Фігерасі. 26 червня того ж року Рада міністрів затвердила проект створення Театру-музею. Допомога Міністерства житлового будівництва і визнання «скрутного становища» Фігерасу внаслідок бомбардувань під час Громадянської війни 1936 року сприяли здійсненню будівельних робіт.
13 жовтня 1970 року відбулося попереднє відкриття Театру-музею, на якому Далі представив центральне панно, яке згодом розмістили на стелі зали «Палац Вітру» та ескіз загальної композиції. Реставрацією будівництва керували Жоакім Рос де Раміс, творець Музею Пікассо в Барселоні, та уродженець Фігерасу Александре Бонатерра.
У серпні-вересні 1973 року в музеї була проведена благодійна виставка «Далі: його мистецтво в ювелірних роботах», яка отримала розголос у пресі. Надходження від виставки були передані Іспанській асоціації друзів дитинства; цю виставку можна було вважати репетицією офіційного відкриття музею.
Нарешті, 28 вересня 1974 року Театр-музей було урочисто відкрито.
Музей зростав та розвивався ніби живий організм. Далі змінював і доповнював експозицію до самої своєї смерті у 1989 році.
1 липня 1990 року в будівлі, де жив художник, було відкрите нове приміщення Театру-музею. Тут експонуються переважно твори його останнього періоду (1979—1983 рр.).
19 травня 1994 року в присутності короля і королеви Іспанії відбувся урочистий акт відкриття так званих «нових залів», розташованих в сусідній будівлі. Тут було розміщено останні надходження Фонду «Гала-Сальвадор Далі», серед яких виділяється величезне полотно під назвою «Апофеоз долара».
У червні 1999 року фонд викупив у американського Фонду Оуена Четема колекцію ювелірних виробів Далі, що експонувалися в Театрі-музеї ще за життя художника у 1973 році.

## Опис

### Довкола музею
За задумом Далі, знайомство з Театром-музеєм повинно починатися ще із зовні, а саме — з площі Гала-Сальвадор Далі. Плитки на бруківці утворюють промені, що сходяться до свого геометричного центру — сцени, накритої куполом. Там Далі був похований згідно з його заповітом. Художник також хотів, аби першими етапами паломництва до храму його духу для відвідувачів стали черга й місця відпочинку довкола музею, звідки можна почати прилучення, занурюючись у споглядання й намагаючись вловити нові образи, концепції та думки.
У цьому просторі Далі розмістив знаки своїх пристрастей та нав'язливих ідей: наука представлена скульптурою «Пам'яті Ньютона», академічне мистецтво — трьома скульптурами Менсоньє, більш новаторське — «Обеліском телебачення» Вольфа Фостеля, каталонська філософія — пам'ятником Франсеску Пужольсу, на якому також присутня фігура Рамона Люля (Раймундо Луллія).
Навпроти головного фасаду музею стоїть пам'ятник каталонському філософу Франсеску Пужольсу, другові сімейства Далі, до філософії якого художник проявляв особливий інтерес. На п'єдесталі пам'ятника накреслено висловлювання філософа: «Каталонська думка завжди народжується заново й живе у своїх простодушних могильниках». Цікава і композиція монументу: кореневище столітнього оливкового дерева, в ньому фігура в білій римській тозі, увінчана золотим яйцем-головою, що спирається на руку, в позі, подібній «Мислителю» Родена. До скульптурної групи також включений мармуровий бюст римського патриція з невеликою бронзовою головою самого Франсеска Пужольса, яка нагадує ще одного друга родини — Пепіто Пічота. На фронтальній частині розміщені три барельєфи із серії «Мистецтво та ремесла», створені до Всесвітньої паризької виставки 1900 року. Не забута також наука, яка представлена символом атому водню, а також Рамон Люль (його фігура розміщена з задньої сторони пам'ятника), якого Пужольс вважав своїм вчителем, а Далі згадував у своїх живописних та літературних творах.
На сусідній площі біля початку сходів, які ведуть на вулицю Жонкера, знаходиться скульптура «Пам'яті Ньютона», що віддає шану великому вченому та відкритій ним силі тяжіння (остання представлена звисаючою яблуком-кулею та пов'язана із картиною Далі 1932 «Світіння Лапорта»).
На цій самій площі розташовані три скульптури, що ніби відлуння повторюють одна одну. Три пам'ятники Жан-Луї Ернесту Менсоньє були створені Антоненом Мерсьє у 1895 році та «підправлені» Далі, який поставив їх на споруду з автомобільних шин для своєї персональної виставки, яка проходила в паризькому Центрі Жоржа Помпіду з 18 грудня 1979 року по 14 квітня 1980 року. Біля підніжжя центральної скульптури Далі розмістив бешкетний напис: «Без Гала і Далі мене б тут ще не було». на іншому написі міститься питання до Пруста: «Кого з художників Ви більше за все любите? — Ернеста Менсоньє».
На площі також розташований фонтан, який слугує ліхтарем. Цей кам'яний фонтан Далі трансформував та включив до свого всесвіту, увінчавши черговим витвором атому водню.
В одному з кутів площі розміщений «Телевізійний обеліск» Вольфа Фостеля — першого європейця, який створив концепцію навколишнього середовища («environment») і влаштовував перші на континенті «хеппенінги». Ця скульптура являє собою моноліт з чотирнадцяти телевізорів, довершений жіночою головою. У 1978 році Далі і Фостель уклали угоду про обмін витворами між своїми музеями. Далі доручив Фостелю втілити власну ідею інсталяції «Завіса до опери Парсифаль» в Музеї Мальпартида в Касересі.
Оздоблення площі Далі доповнив іншою своєю роботою: у вітрині за склом стоїть на опорах з яєць голова велетня — подарунок від художника Рафаеля Дурана — з ляльковими головами замість зіниць, зубами з ляльок та вмонтованим у лоб телевізором. Ця споруда розміщена у дверному отворі старовинного рибного ринку, який нині об'єднаний із залою Театру-Музею, з відповідною назвою «Рибні лавки».
Будівлю увінчано манекенами, які утворюють щось на зразок корони та розміщені у різних позах. Ці фігури у стилі арт-деко були відлиті Далі із синтетичного матеріалу та покриті позолотою. Два манекени, що стоять по краях центрального фасаду, тримають у простягнутих до неба руках атоми водню — образ, який постійно повторюється та свідчить про пристрасть Далі до науки. На верхньому карнизі розміщені чотири білих фігури латників з батонами хліба на голові. На балконній балюстраді розміщені жіночі фігури на повний зріст, які також тримають хліб на голові й відрізняються з-поміж собою позами й жестами. Кожна з фігур несе милицю. Посередині між жіночими скульптурами стоїть водолаз у скафандрі — натяк на облачення Далі, у якому він виступав на відкритті Всесвітньої виставки сюрреалізму в Лондоні у червні 1936 року.

### Вестибюль
До вестибюля ведуть скляні двері зі старими залізними прасками, на зразок тих, що зустрічаються в іконографії сюрреалістів і самого Далі для висловлювання найрізноманітнішого контексту, у тому числі й еротичного. Тут вони слугують дверними ручками.
Одразу біля входу, між касою для квитків та дверима, розміщена фотографія черги на першу європейську ретроспективну виставку Далі, яка проходила у роттердамському музеї Бойманс Ван Бенінген з 21 листопада 1970 року по 10 січня 1971 року. Тут також розміщена фотографія Сальвадора Далі, зроблена Марком Лакруа в 1974 році, у рік відкриття Театру-музею.
У вестибюлі розташовані численні афіші та плакати, створені, переважно, самим Сальвадором Далі.
У двох нішах, розташованих у вестибюлі, знаходяться парні статуї Хосе Альвареса Куберо (1768–1867), що зображують троянського героя Ганімеда, обраного за свою красу у виночерпії Зевсу. На скульптурі праворуч на голові у Ганімеда одягнута шапка-шолом із золотом та перлинами, подарована Гала трупою російського балету; ліворуч скульптура героя встановлена перед релікварієм.
На лівій стіні, на пишному колажі-віялі, створеному під керівництвом Далі його подругою фотомоделлю та співачкою Амандою Лір, виділяються дві фотографії Гала з написами. Одна з них — «Tête au chateau» («Голова в палаці») — натяк на замок Пуболь, подарований їй художником. Більшість елементів цього колажа, включно з фотографією Мерилін Монро Філіппа Халсмана, «маоїзованою» художником, належать до роботи Сальвадора Далі для ювілейного номера французького журналу «Vogue», випущеного до 50-річчя від початку його виходу (1921–1971 рр.).
З іншого боку, під сходами, що веде на верхні поверхи музею, розміщений орел, подарунок команди «кастельерс» «Елс Щикетс де Вальс». Образу цієї птиці художник віддає належне святковим народним традиціям свого краю. Голова китайця, розміщена в широкому отворі на грудях фігури, натякає на фільм Далі «Враження про Верхню Монголію», поставлений Хосе Монтесом Бакером у 1975 році.

### Внутрішній двір
Внутрішній двір музею являє собою сад просто неба, розбитий на місці партеру муніципального театру Фігерасу. В центрі двору височить вертикальна інсталяція із вражаючим кадиллаком. Скульптура Ернеста Фукса «Велика Есфір» зображує жіночу фігуру, яка тягне ланцюгами колону Траяна з автомобільних шин — данина римському імператору, вихідцю з античної Іспанії, до якого художник проявляв велику зацікавленість. Мармуровий бюст Франсуа Жирардона і «далінізований» «Раб» Мікеланджело, разом із човном Гала і чорною парасолькою — є складовими частинами найвеличнішого, на думку Далі, сюрреалістичним пам'ятником у світі.
Зі стін старого театру вітають відвідувачів манекени, що чергуються з обгорілими балками, гротескними химерами, вісьмома барельєфами із серії «Мистецтво і ремесла», створеними до Всесвітньої паризької виставки 1900 року, і метафізичними рукомийниками, схожими на янголів. За величезними дверима-вікном можна побачити сцену із задником для балету «Лабіринт», а підібрана маестро музика наповнює простір своїм звучанням.
Найбільше вражає відвідувачів монументальність «Дощового таксі» — скульптурної групи з кадиллаком, створеної з нагоди Всесвітньої виставки сюрреалізму. Автомобіль — іконографічний елемент, який часто зустрічається у творчості Далі, в ньому поєднуються викопна, найдавніша матерія і щось із новітньої історії людини — машина, яка забезпечує рух. Далі стверджував, що було виготовлено тільки шість таких таксі та приписував володіння одним із них Аль Капоне, пояснюючи розбите скло в музейному експонаті ніби як результатом акту вандалізму. На капоті, ніби пробка радіатора, стоїть скульптура цариці Есфір, «Велика Есфір» (1968—1973), подарунок австрійського скульптора Ернеста Фукса. Далі вважав її прообразом «Нана» Ніки де Сен-Фаль. Всередині кадиллаку зі складного сплетіння труб безперервно крапає дощ на велике задоволення виноградних слимаків, що складають кампанію парочці манекенів та їхньому водієві.
Човен, який належав Гала і разом із парасолькою довершує усю споруду, втримує рівновагу завдяки милицям, всюдисущим елементам далінійської іконографії. На фоні колони з шин виділяється вишуканий мармуровий бюст Франсуа Жирардона. Над бюстом можна побачити пофарбованого в чорний колір «Раба» Мікеланджело, «далінізованого» за допомогою автомобільної шини. Під килем човна рядами звисають «краплі води», із надзвичайною точністю відтворені художником. Чорна парасолька — вінець скульптурної групи — розкривається із кожною опущеною відвідувачем монетою, після чого всередині таксі починає іти дощ.
В чотирьох нішах першого поверху виставлені: «Венера Велата» Олів'є Бриса; фігура, виконана з бронзового ланцюга, під назвою «Посвята Брачеллі»; металічна сукня від Пако Рабанна, характерного крою, увінчане позолоченим крокодилом і доповнене бронзовою статуеткою «Людини-птаха» роботи Далі, яка надає групі дещо єгипетський відтінок; в четвертій ніші виставлена друга скульптура «Посвята Брачеллі».
Обабіч центрального входу у внутрішній двір стоять справжні ліхтарі паризького метро, створені за проектом архітектора Ектора Гімара і встановлені на опору зі скам'янілих піренейських равликів. Лавки, сидачи на яких, можна милуватися усім дивовижним ансамблем, прикращені вісьмома барельєфами із серії «Мистецтва і ремесла». У вечірні години їх іноді підсвітлюють алебастровими кувшинами, встановленими Далі в період приєднання до музею Вежі Галатеї (1984–1989).
В простінках між центральними вікнами двору розміщені гротескні страховиська, створені Далі у 1975 році разом із Антоні Пічотом. Ці скульптурні групи складаються із багатьох елементів: равлики, каміння з мису Креус, зрублене гілля з бульвару Рамбла у Фігерасі, уламки химер із сусідньої церкви Святого Петра, яка також згоріла під час Громадянської війни, стара таріль, знайдена в муніципальному парку, висувні шухляди старих меблів Фігерасу, які, на думку Далі, зберігають у собі інформацію.
Композиція складається з чотирьох страховиськ, два з яких розташовані по центру і обрамовують вхід у двір. Те, що праворуч, сконструйоване з тарілей, шухляд, китового кістяку й кам'яного рогу і є істотою чоловічої статі. Те, що ліворуч, більш декоративне, з мушлями, равликами, і гіллям дерев, уособлює жіночий початок. Обидва не мають рук. У двох бічних страховиськ немає тулубу, проте є руки, складені навхрест.
Страховиська Далі також слугують фонтанами — з їхніх ротів ллється вода, яка надходить по системі труб. Фонтани працюють ночами в серпні, коли дозволені вечірні відвідування Театру-музею.
Музика, яка супроводжує відвідувачів музею, була підібрана самим Далі і вносить завершальний штрих у створення особливої атомосфери. Тут можна почути «Тристана й Ізольду» Вагнера, одного з улюблених композиторів Далі.

### Купол
Піднявшись із двору по пандусу, відвідувачі потрапляють на сцену муніципального театру, яку увінчує прозорий купол, що став символом Театру-музею і всього Фігерасу. У нічний час купол відображується у величезній скляній стіні, що відділяє внутрішній двір-сад від сцени, і створюється ілюзія, ніби такий самий купол покриває двір. Виникає гра дзеркальних відображень.
Попри те, що визнаним авторитетом у будівництві подібних куполів вважався американський архітектор Ричард Бакмінстер Фуллер, виконавцем проекту, якого радше й рекомендував сам Фуллер, став іспанський архітектор Еміліо Перес Пінейро. В журналі «Архітектура» за липень-серпень 1972 року у зв'язку зі смертю Пінейро Далі так відгукнувся про збудований архітектором купол:
|  | …Немає нічого більш міцного і настільки доречного, ніж дах Пінейро, який, якщо дивитися на нього з різних боків, видається різними конструкціями, і усі ці конструкції, врешті, зливаються в блаженстві вічного світла. А це означає, що у найсучаснішому з іспанських архітекторів вгадується не лише великий відблиск італійського Відродження епохи Палладіо, але й категоричні твердження віри нашого славетного архітектора Еррери, будівничого Ескоріалу. |

Далі неодноразово повторював, що для нього купол є символом єдності та монархії.
Після того, як купол було встановлено, Далі вирішив внести покращення в оформлення простору склепінь: намалював червоною фарбою сітчасту конструкцію на блакитному фоні, яким покрив усю поверхню опорного склепіння, і довершив оздоблення цієї частини шістнадцятьма гіпсовими скульптурами, створеними ним у Порт Льїгаті. Це — захисники музею, які жестикулюють або стоять в героїчних позах, із сурмами, клюками, одягнені в старовинне вбрання, усі, крім одного, — у накинутому на оголене тіло плащі, уособлюючого невтомне пильнування і тому завжди освітлюваного. Усі фігури передають рух, що особливо відчувається в складках драпувань, які художник створював просто неба у вітряні дні.
Рука Далі відчувається в кожній найменшій деталі. Наприклад, на стіні праворуч можна побачити титана з кубічною головою, який віджимає блакитне простирадло. Його образ зародився в уяві художника в асоціації з потоками на стіні, перетвореними у воду, що ллється з мокрої білизни. Цей персонаж символізує володаря дощу. Ліворуч дві руки тримають простирадло — цього разу біле. На стінах можна також побачити інші величезні фігури. Ансамбль наповнений неоднозначними посиланнями на розписи Мікеланджело в Сикстинській капелі.
У центрі арок на рівні перил галереї першого поверху підвішені гобелени. Вони повторюють серію із семи гравюр «Сюрреалістична тавромахія» (1966–1967), навіяну «Тавромахією» Пабло Пікассо 1957 року, хоча Далі інтерпретує кориду більш критично, ніж художник з Малаги.
Домінує над сценою величезний задник, який Далі написав олією для декорацій до балету «Лабіринт» за міфом про Тесея і Аріадну. Прем'єра цього балету в хореографії Леоніда Мясіна, на музику Шуберта, з лібретто, декораціями й костюмами Далі відбулася в Метрополітен-опері в Нью-Йорку 8 жовтня 1941 року.
Праворуч привертає увагу величезне полотно з фотоефектом «Оголена Гала, що дивиться на море, яка на відстані 18 метрів трансформується в портрет Авраама Лінкольна» (1975) — чергове свідчення дару передбачення, властивого Далі; у цьому випадку перед нами перше оцифроване живописне зображення.
Обабіч сцени виставлені два великомасштабні твори. Праворуч — авторська копія на тканині картини «Галюциногенний тореадор» (близько 1968-70) з колекції Музею Сальвадора Далі у Сент-Пітерсберзі (штат Флорида), у якій Далі знову застосовує прийом подвійного образу. З іншого боку розташоване ще одне велике полотно — «Роджер, що визволяє Анжеліку», також відоме під назвою «Святий Георгій та діва». Під кожною з цих картин у вітрині виставлене розп'яття зі святим образом, написаним Далі на пергаменті та розміщеним на металевій основі, що розкривається, — сконструйовану Еміліо Пересом Пінейро. При опусканні монетки фігура Христа розкриває руки.
Праворуч, на шляху до Зали Скарбів, розташована скульптурна група роботи Далі з вівтарем, на якому височить воскова фігура під назвою «Твістуючий Христос» (1976). У перегорнутому дзеркалі можна побачити відображення полотна «Вибух містичної сфери в центрі собору» (1974), яке створює у глядача відчуття відстані та великої глибини.
Неподалік Далі встановив ліхтарний стовп зі скляними та порцеляновими ізоляторами. На думку самого Далі, у далекому майбутньому цей предмет викликатиме великий інтерес у археологів при дослідженні витоків Музею Далі та сучасної йому цивілізації.
Привертають увагу і малюнок-колаж «Святий Нарцисс та мухи» (1973), виконаний тушшю на картоні, — на ньому зображена поразка французької армії від хмари мух під час облоги Жирони; розташована неподалік скульптура «Ель Поль і Ла Пуса» («Воша і Блоха»); слід, залишений натурницею на тканині або папері та підправлений художником фарбами — наслідування антропометричним образам Іва Кляйна.

### Зала Скарбів
Ця зала, названа так самим Сальвадором Далі, уся обшита червоним оксамитом, ніби скринька для коштовностей. У ній знаходяться найважливіші з експонатів Театру-музею та, водночас, ті витвори художника, які найбільш яскраво висловлюють дух його творчості. Роботи розташовані не в хронологічному порядку, що, однак, дозволяє відвідувачу взяти участь у захопливій грі аналогій та контрастів, посилань на художній стиль та ідейний зміст, що наближують до історії мистецтва, Відродження (зокрема, до Рафаеля), до відомих авангардних течій, до науки, до Гала, до самого жипописця, до його одвічно улюбленого пейзажу й до художника Марьяно Фортуня. Призначення цієї зали — дати відвідувачу можливість зрозуміти нав'язливі ідеї та вподобання Сальвадора Далі.
В Залі Скарбів експонується «Кошик з хлібом» (1945) — найважливіша картина, яка супроводжувала подружжя Далі в усіх переїздах. Поруч з цією картиною присутня Гала. Праворуч — «Гала, що дивиться у невидиме дзеркало, зі спини» (1960), а ліворуч — «Атомна Леда» (1949) — картина, яка свідчить про зацікавленість художника наукою. Ще два полотна — «Галарина» (1945) і картина під назвою «Гала, яка споглядає Гіперкубічне розп'яття» (1954), етюд до картини «Гіперкубічне розп'яття», що експонується в Метрополітен-музеї в Нью-Йорку, а також малюнки — ескіз до картини «Моя дружина, оголена, що дивиться на своє тіло, яке стало сходами, трьома хребцями колони, небом та архітектурою» (1945) та «Портрет Гали, що сміється» (1969), роблять ще очевиднішим владну присутність Гала в Театрі-музеї, зокрема в цій залі.
Також заслуговують уваги полотно «Примара сексуальної привабливості» (1934); «Автопортрет, що потроюється» (1926-27); «Пляшка рому з сифоном» (кубістичний живопис) (1924); «Порт-Альгер» (1923); етюд до «Битви при Тетуані» (1962) з багатозначним посиланням французькою: «Гала — зарі мого життя від Далі, 1962 р.»; та незавершений «Портрет Рамонетти Монсальватже» (1925).
Організаційні потреби експозиції можуть призвести заміну котрогось із вищеназваних витворів цієї зали іншими роботами: «Кубістична композиція. Портрет Федеріко Гарсіа Лорка» (1923), «Дівчина з Фігерасу» (1926), «Портрет пана Еміліо Террі» (1934), «Людина з головою, повною хмар» (1936), «Зображення, що зникає» (1938), «Три жінки, що імітують рухи вітрильника» (1940), «Потрійне явище обличчя Гала» (1945) або «Дематеріалізація носа Нерона» (1947).

### «Рибні Крамниці»
З протилежного боку — навпроти Зали Скарбів, розташована велика зала «Рибні Крамниці». Певний час, поки Муніципальний театр стояв у руїнах, обширний простір, до якого також входила ця зала, слугував головним рибним ринком Фігерасу.
У залі «Рибні Крамниці» зібрані роботи різних періодів творчості художника, серед яких переважають твори першого і останнього періодів. Праворуч біля входу можна побачити «Сатиричну композицію» (1923), за якою слідують «Родинна сцена» (1923), "Автопортрет з «Юманіте» (1923), «Дві дівчини» (1922), «Оголена на синьому фоні» (1923), а також дві фактурні роботи на фронтальній стіні — «Місячний пейзаж» (1928) та «Симбіоз жінки й тварини» (1928) — ще один приклад вміння Далі випереджати мистецькі рухи свого століття.
Да́лі виставлені дві композиції, «Рука» і «Торс» (приблизно 1928), що передували сюрреалістичному періоду, та чотири картини останнього періоду — «Геологічне ехо. П'єта» (1982), «Отелло, який бачить сон про Венецію» (1982), «Шлях загадки» (1981) та «Веселий кінь» (1980). Далі не хотів розміщувати свої твори в звичайному хронологічному порядку, тому безпосередньо за ними у вітрині розташована інсталяція-скульптура [[19 року «Ліліт: Посвята Раймонду Русселю», складену з двох бронзових робіт Мейсоньє і здвоєної фігури Ніки Самофракійської.
Навпроти вітрини розташована картина «Дохла птаха» (1928) та «Місяць і морський равлик на скелі» (бл. 1928), а в центрі, на оббитому червоним оксамитом прямокутнику, демонструються «М'який автопортрет зі смаженим салом»(1941) та невипадково розміщений навпроти «Портрет Пабло Пікассо в XXI столітті (із серії портретів геніїв: Гомер, Далі, Фрейд, Христофор Колумб, Вільгельм Телль тощо)» 1947 року, алегоричний пам'ятник художнику з Малаги.
Коло замикає картина «Оносороженний „Троянець“ Фідія» (1954). Під нею у двох невисоких вітринах — два зразки стереоскопічного зображення, суто механічним способом створюють в оптичному сприйнятті третій вимір. В першому — подвійному полотні «Структура ДНК» (бл. 1975-76) — Далі представляє подвійну спіраль, що в'ється навколо центральної осі. У другому, названому «Афіни у вогні!», яке також складається з двох полотен (1979-80 рр.), правий елемент стереоскопічного зображення відтворює «Пожежа Борго», а лівий — «Афінську школу», фрески Рафаеля з Ватиканського палацового комплексу. Далі вирішив пов'язати обидва творіння Рафаеля за допомогою стереоскопії, аби представити глядачеві візуальний ефект їх злиття. На стелі увагу відвідувачів привертає зображення атома водню, що виблискує яскравою позолотою.
Навпроти «Рибних Крамниць» знаходяться ще три зали. У першому чергуються експозиції різдвяних листівок «Надалес», створених художником для фірми «Хохст» між 1958 та 1976 рр. — тут Далі символічно поєднав мистецтво й науку, дві свої найбільші пристрасті, згадавши в кожній листівці про події та наукові досягнення року: перша людина на Місяці, оптичні ілюзії, мікрокосмос, друковані мікросхеми…; і серій малюнків та акварелей, що ілюструють три видатних твори світової літератури — «Автобіографію» Бенвенуто Челліні (1945), «Дон Кіхота» Сервантеса (1945) і «Досліди» Монтеня (1947). У наступній залі — Зала «Далі д'Ор» («Золотий Далі») — виставлена колекція ювелірних виробів художника. З цієї зали відвідувачі потрапляють до Крипти.

### Крипта
Осердям крипти є надгробна плита з каменю, видобутого у Фігерасі, з написом «Сальвадор Далі-і-Доменек, Маркіз де Далі де Пуболь. 1904—1989», яку охороняють шість жезлів-кадуцеїв із серії «Далі д'Ор».
Із крипти відвідувачі потрапляють до приміщення з експозицією, якій Далі дав наступну посвяту:
|  | Вальєс - єдиний художник, якому вдалося вбити шпалерні цвяхи в небо Ампурдану |

Тут експонуються картини та скульптури Евариста Вальєса (період 1971–1988 рр.), живописця метафізичних просторів, що вмів чудово передавати сутність, пейзаж і світло Ампурдану. Покидаючи цю залу, відвідувачі потрапляють до зали з літографіями із серії «Пустотливі сни Пантагрюеля» (1973), що перемежовуються чотирма вітринами.
У першій вітрині представлений монтаж з Венерою Мілоською та класичною скульптурою, що стоять обабіч стільця з ложками, увінчаного антропоморфною скрипкою. У другій вітрині домінує колаж Далі «Араб» (близько 1962) — зі скелетом кальмара та персонажем, що складається з фрагментів ліпнини, на фоні бамбукових стін. У третій вітрині виділяється полотно «Тристан та Ізольда» (1945), яке слугувало ескізом для одного із задників до балету «Безумний Тристан», а також виконана темперою та аквареллю композиція зі столом, шухлядами та фігурами із чорнильниць. На думку Далі, ця композиція викликає у відвідувачів відчуття заспокоєння та усмішку. В останній вітрині розміщена складна конструкція, присвячена скаліченому на кориді у Фігерасі пікадору, якому ампутували ногу — на що автор натякає в опудалі крокодила.

### Зала Мей Вест
Піднявшись сходами з приміщення під куполом на перший поверх, відвідувачі потрапляють до Зали Мей Вест, однієї з найбільш відомих зал Театру-музею, де можна побачити трансформацію двовимірного зображення у тривимірний простір.

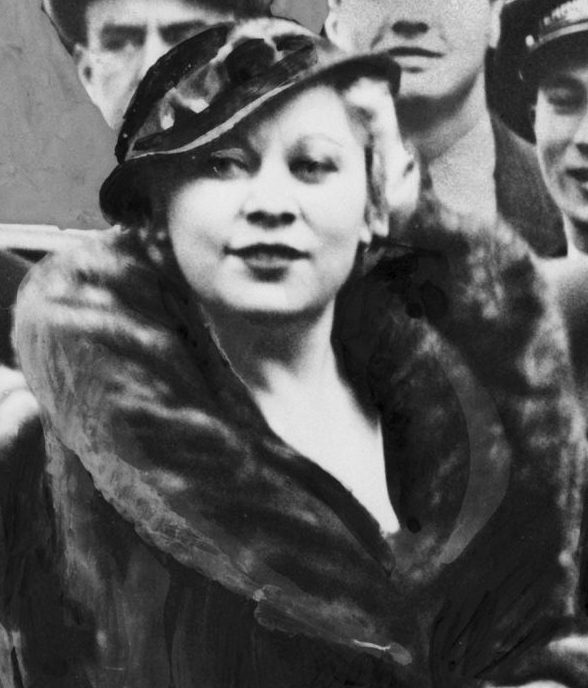
Фотографія Мей Вест

Кімната облаштована за прототипом малюнку Сальвадора Далі, виконаного гуашшю на газетному папері «Обличчя Май Вест, яке може використовуватися як кімната» (близько 1934-35 рр.), що експонується в Інституті Мистецтва Чикаго. В одному з телевізійних інтерв'ю художник пояснив:
|  | Як практичні фінікійці, замість того, аби створювати сюрреалістичний сон, який випаровується за чверть години після пробудження, я вирішив створити такий, який міг би слугувати вітальнею. У ньому є камін, рот, що називається слина-софа та на якому можна дуже зручно всістися. За ту ж саму ціну в нас знайдеться достатньо місця на носі, аби поставити годинник неперевершено дурного смаку - кітч в іспанському дусі, та, звісно, по обидва боки носа, два ока - туманні імпресіоністичні краєвиди Парижу й Сени. |

Далі втілив цей проект у життя за участю архітектора Оскара Тускетса та інженера-будівельника Педро Альдаміса.
Очима зображення слугують збільшені відретушовані фотографії картин пуантилістів з видами Парижа; ніс — це камін з колодами; перука, що увійшла до книги рекордів Гіннеса, була зроблена відомим перукарем Льюїсом Льонгерасом, і нарешті, слід відзначити диван-губи, ідею якого Дали втілив ще у 1937 році у зразку, виставленому в паризькому магазині своєї знайомої, дизайнерки Ельзи Скіапареллі.
Іншими елементами композиції є віяло з годинником, старовинні ходики, два глечика і Венера Мілоська з шиєю жирафа та висувними шухлядами. Аби сприйняти усю оптичну гру в цілому, глядач повинен піднятися сходи на невеличкий оглядовий майданчик, увінчаний верблюдом, подарованим художнику фірмою «Кемел». До верблюду підвішена зменшувальна лінза, в якій і виникає особа Мей Вест. Можна також стверджувати, що в оформленні залу є і передбачення поп-арту: на стелі розміщено перевернуту догори ногами ванну кімнату, встановлену Дали у 1977 році.
В цій залі Дали віддає данину художникам-гіперреалістам. Слід згадати, що він написав до книги Лінди Чейз «Американські художники-гіперреалісти», опублікованої у 1973 році, передмову з заголовком «Гострий сибаритський гіперреалізм».
Тут також можна побачити полотна в чорних, сірих, червоних і небесно-блакитних тонах художника з Руану Сільвера Годере, виконані у 1975 році на замовлення Далі. Перше з них — копія роботи Евариста Віталя Люміна «Обезнервлювання з Жюм'ежу»; по сусідству знаходиться оригінал реклами фірми «Кенон», який Далі розпорядився встановити в незвичайне положення, перегукується із силуетом човна з попереднього полотна. Далі вважав, що обидва експонати деяким чином утворюють одну картину. Третя — роботи кодера є копією обкладинки диска Дюка Еллінгтона. Дали хотів змішати живопис Бугеро й гіперреалістів, аби помилуватися контрастом салонного й авангардного живопису. На цій самій стіні знаходиться виконаний з фотознімку олівцем портрет Далі, роботи Себастьяна Сестера у 1975 році.
Да́лі, в ніші, — дві роботи Далі: розписаний олією шматок фанери (Далі втиснув його сюди, оскільки він підходив за розміром), на якому зображена волохата Венера, що ніби фонтануючи, пускає струмінь молока в рот амурчику, і покрита патиною бронзова фігура Венери Мілоської з шухлядами та шиєю жирафи 1973 року.
Під сходами можна побачити поп-артівский монтаж із пластмаси і тканини з японськими фігурами, а з іншого боку драбини — композицію, що включає гіпопотама, скрипаля, дискобола й реальну ложку, до якої візуальний ефект додає ілюзію чашки.
На стіні навпроти входу розташований біло-синій гіпсовий зліпок «Отоларингологічна голова Енер» (1964), чи то чудовисько, чи то божество, з вухом замість носа і носом замість вуха. Потім розміщені: написана олією на крафт-папері чоловіча фігура, що сидить спиною до глядача — спочатку вона повинна була розміщуватися під куполом, та через складність контуру не була вирізана. Викликає тривожне почуття скульптура «Стілець-манекен» (1976) з такими елементами, як ланцюги та свічки, інша великоформатна картина олією по дереву «Голова Мікеланджело» (бл. 1975) із шухлядою в лобі, з якого тягнуться нитки, й ще, в скляній шафі, вигадана Далі маска з капелюхом, в тулію якої вбудовані шухляди — у такому вбранні художник з'явився на балу-маскараді родини Ротшильдів. У масці чотири особи: два — дадаїстські варіації портрета «Мони Лізи», одна — з вусами, інша — з борідкою, третя особа — з портретом Хелен Ротшильд, а четверта — порожнє місце, призначене для обличчя володаря маски.
На іншій стіні — картина Далі «Голова» (1926), обличчя з тінями у фіолетових і землисто-зелених тонах із серії, створеної після відвідування майстерні Пікассо в Парижі; біля стіни стоїть стіл, проектований Бігасом Луною, відомим іспанським кінорежисером, із серії «Дев'ять оманних столів», відповідний, на думку Далі, для поїдання морських їжаків. Праворуч, біля виходу, видно, що в перегородці, якою завершується інсталяція, пророблені два отвори (одне — для дорослих, інше — для дітей), призначені для того, аби цікаві відвідувачі заглядали в них, одночасно утворюючи довгі черги, що так подобалось Далі. Певним чином цей монтаж можна уподібнити інсталяції Марселя Дюшана «Etant donne» або іншим інсталяціям самого Далі, зокрема, спроектованої для Всесвітньої виставки в Нью-Йорку роботі «Сон Венери» 1939 року. Ліворуч — ще одна гіперреалістична картина «Суд над Мері Дуган».
На стіні, що веде до виходу, знаходяться фотокомпозиції з жіночою фігурою в стилі поп-арту, «Wonyale's Tee Vee», Луїджі Каццаніга та плакат до виставки американських художників-гіперреалістів з колекції Даніеля Хештера; виставку планувалося провести в Театрі-Музеї, але вона так і не відбулася. Далі звеличував американських гіперреалістів, від чого, за його словами, він отримував велику насолоду мстити художникам-абстракціоністам.

### Коридор
Знову опинившись у коридорі, відвідувачі бачать праворуч інсталяцію зі скульптурою старої, що дрімає в кріслі-качалці (роботи Франсеска Англеса). Скульптура прив'язана чимось на зразок червоної пуповини на стелі відра — єдиному несправжньому серед усіх інших відер. Тут також привертають увагу фантасмагоричні голови з палаючими червоними очима — натяк на роботи канарського художника і друга Далі й Лорки Нестора Фернандеса де Торре.
Величезна люстра потрапила сюди з клубу «Спорт», членом якого був батько Далі. Дали казав, що стане по-справжньому відомим лише тоді, коли про нього заговорять в цьому головному клубі Фігерасу. Також тут можна побачити штандарт, утворений буханцем хліба і баранячою головою, картину «Німфи і сатир», приписувану Бугеро, та одне з антропоморфних крісел, спроектованих Далі для саду в його будинку в Порт Льїгаті. На бічній стіні за аркою Далі написав титанів, схожих на гігантів Джуліо Романо, що прикрашають просторі зали Палаццо Дель Ті в Мантуї.

Вітрина з «Ретроспективним жіночим бюстом»

Увійшовши в коридор, відвідувач бачить першу вітрину з оббитою фазановим пір'ям задньою стінкою, за нею йдуть ще три таких же вітрини. Тут слід зазначити копію «Ретроспективного жіночого бюста» 1933 року, вперше показаного на виставці сюрреалістів у паризькій галереї П'єра Коля в тому ж році й повтореного з деякими змінами в 1970 році. Згадаймо, що Далі вніс великий внесок у винахід і оцінку значущості сюрреалістичного об'єкта. Цей бюст художник доповнив мурахами, кукурудзяними качанами, стрічкою із старовинного проєкційного апарата зоотроп, батоном хліба з бронзовою чорнильницею і фігурами з «Анжелюс» Мілле, настільки частими в образній системі Далі. Постаментом слугує рука в чорній рукавичці, навколо якої обвивається інша рука з білого парафіну. Завершує оздоблення вітрини акуляча щелепа, скелет летючої риби, реальна ложка з ілюзорною пластмасовою чашкою і багатозначний ріг носорога.
У другій вітрині Далі створив ансамбль образів, що відрізняються пишністю, серед яких, на тлі того самого фазанового пір'я, виділяються жакет від Коко Шанель та скульптури — «Квітка зла» у формі скляного глечика фірми «Даум» 1970 року зі вставленими у нього ступнями (одна — парафінова, а друга — анатомічний муляж) і міфологічні брати Діоскури, Кастор і Поллукс, сини Зевса і Леди (версія в металі гравюри «Безсмертя Кастора і Поллукса» з книги-об'єкту «Десять рецептів безсмертя»).
У третій вітрині виставлені гіперкубічне розп'яття, утворене механічною конструкцією із дзеркал на шарнірах з Христом всередині; репродукція картини 1954 року «Гіперкубічне розп'яття», що знаходиться в Метрополітен-музеї в Нью-Йорку; обезголовлена і перевернута класична скульптура з гіпсу; та невеликий гіперкубічний хрест з оливкового дерева.
Да́лі розташована вітрина Френсіса Грубера (1912–1948), яку Далі вирішив встановити в музеї, коли вже жив у Вежі Галатеї, а далі, праворуч по коридору, — невелике приміщення, в якому виставлено чотири поп-артівських експонати із пластику (вони стоять на малюнках Далі, серед яких слід звернути увагу на фігуру Богоматері з немовлям), розраховані на створення оптичної ілюзії. Величезна картина олією по дереву 70-х років (парафраз «Весни» Боттічеллі) зі світлом, що пронизує листя, і приголомшливим колірним рішенням фігури завершує загальний ансамбль. Йдучи далі, відвідувачі побачать літографії Дали із серії «Міфології», а також ілюстрації до драми «Життя є сон» Кальдерона де ла Барка.
На сходовому майданчику, звідки можна піднятися на верхні поверхи, в скляній шафі знаходиться «Венера Мілоська із шухлядами», копія гіпсового оригіналу 1936 року, виконану Марселем Дюшаном за малюнком Далі. Цей примірник входив до серії, випущеної в 1964 році, й виготовлений з бронзи, покритої гіпсом. В одному з інтерв'ю 1970 року для журналу «Ла актуалідад Еспаньйола» Далі сказав:
|  | Венера Мілоська символізує мир опуклих форм, до якого я додав лише те, що вже було додано християнством і Фрейдом: я розміщую в платонічне тіло шухляди й відсіки з елементами підсвідомого, почуття провини і духовного вдосконалення, віри і надії, вертикальної та горизонтальної любові і, головне, сюрреалізму. |

### Другий поверх
Сходами на другий поверх відвідувачів супроводжують дванадцять гравюр із серії «Фантазії на теми в'язниць», відомішої як «Тюрми», італійського архітектора і гравірувальником XVIII століття Джованні Баттісти Піранезі, у факсимільному виданні Національної бібліотеки Парижа. Далі особливо приваблювали фантастичність композиції та маньєризм цих гравюр, що зображають переривчасті, залякані, хаотичні просторові споруди. Тюремні стіни Піранезі нагадували Далі стіни Театру-Музею до реставрації. У цьому сенсі Далі наслідував Леонардо да Вінчі та П'єро ді Косімо, які радили звертати увагу на нерівності стін, які часто служили їм джерелом натхнення.
По осі гвинтових сходів, поверх центральних ламп, висять маскарадні костюми від Діора, в яких Далі і Гала з'явилися на балу-маскараді у Карлоса де Беістеги у венеціанському Палаці Лабіа. Фотографія, знята на балу, розміщена на початку сходів навпроти скульптури «Орла», подарованої спортивної командою з Вальсу. У цих костюмах також вловлюється вплив іспанської літературної образності, а саме повісті «Трикутний капелюх» Педро Аларкона, про персонажі якої нагадують треуголка, череп та витончені банти.
На одному з майданчиків сходів, після антропоморфного входу-рота на другий поверх, Далі одним мазком гіпсу по пінопласту зімпровізував персонаж у масці з раковиною, що тримає зламану колону з драпуванням. Продовжуючи шлях до Зали Шедеврів, відвідувач зустрічає срібну голову, що нагадує голови Кастора і Поллукса з Порт Льїгату, так само на підставці з чорного пінопласту. І, нарешті, відвідувач побачить велике полотно «Кібернетична одаліска» (1978), у процесі створення якого художник використовував метод кольорових анагліфів Бели Юлеша, американського вченого угорського походження, що спеціалізувався побудові об'ємного, тривимірного зображення. Ця картина входить до серії робіт, створених Далі з опорою на новітні дослідження у галузі оптики.

### Третій поверх
На третьому поверсі розташована Зала Шедеврів, де в характерному хронологічному безладді виставлені твори різних авторів, зібрані Далі впродовж різних років, а також кілька його власних робіт, які художник вважав «нетлінними шедеврами». Усі вони беруть участь у грі художнього та інтелектуального перегукування, що знайомить відвідувачів із творчим генієм Далі та лежить в основі створення Театру-Музею.
У цій залі слід відзначити полотно Ель Греко (1542–1614) «Святий Павло», розміщене між двома роботами Герарда Доу (1613–1675) — «Учень лікаря» і «Пряха», також відома як «Портрет матері Рембрандта». Щодо першої картини Далі казав що, вдивившись у полотно, у досліджуваній доктором пробірці можна побачити щось подібне на череп, символ смерті.
Привертають увагу відвідувачів іще дві невеликі картини: «Портрет Наполеона» та етюд «Солдати» — зразки салонного мистецтва, що належать пензлю художника-академіста Ернеста Мейсоньє (1815–1891), якого Далі часто хвалив за пристрасті; точні до правдоподібності деталі, називаючи його майстром рукотворної кольорової фотографії.
Також тут є робота Адольфа Вільяма Бугеро (1825–1905) «Оголена»; дві картини Мар'яна Фортуни (1838–1874) — «Колекціонер листівок» і «Ал'гамбрський суд» (за словами Далі, в одному зі своїх листів Фортуна відгукувався про цю картину, як про одну з найулюбленіших), два полотна Модеп i Уржель (1839—1919): «Кладовище», урочисте вираження ідеї самотності, і картина «Без назви», провулок вночі, яку Далі вважав однією з найкращих робіт цього художника. Крім того, тут виставлено екземпляр знаменитого «Boote en valise» Марселя Дюшана (1887—1968), ін \ і Далі художника-дадаїста. Присутність Дюшана в музеї надзвичайно значно, воно виявляєте я як би основоположним, оскільки Театр-Музей теж можна розглядати як величезні i «готовий об'єкт». У «Boote en valise», присвяченому Гала і Сальвадору Дали своєрідному каталозі з репродукціями творів мистецтва на окремих аркушах, розміщених у вітрині в позірному безладді, слід зазначити репродукцію Джоконди з вусами і непристойнс i абревіатурою «LHOOQ». Далі пояснював з приводу цього твору, що воно було піддано «ультраінтелектуальній атаці руху Дада. У 1919 році Марсель Дюшан домалював Джоконді вусики з борідкою, а внизу підписав стала відомою абревіатура „L.H.O.O.Q.“ (у неї в заду свербить)».
Серед «нетлінних шедеврів» Сальвадора Далі експонується незакінчений полотно «Начерк портрета Гала в манері автоматичного письма» 1932) — докладний аналіз особи Гала, аналогічний «параноїчні метаморфозу особи Гала» [С16] або «Портрета Гала з двома баранячими реберцями, які утримують рівновагу на її плечі» (1933) [С17], картині, в якій поєднано те, що Далі найбільше любив — баранячі реберця і Гала. У статті «Нью-Йорк мене вітає» Далі пояснює: «В ті ясні осінні вечори в Порт-Льгаїті я зазвичай клали два смажених баранячих реберця на плечі Гала і, поки сонце заходило, спостерігав за пересуванням маленьких тіней, що відкидаються утримується в рівновазі реберцями на западинки і виступах плоті моєї коханої жінки. Так, нарешті, у мене виникли досить чіткі та привабливі образи для виставки в Нью-Йорку». Супроводжують ці картини два полотна 1956 року, пов'язані з ядерно-містичного етапу творчості, — «Мисливець» і «Свята в оточенні трьох пі-мезонів», остання робота натхненна науковими відкриттями, що стосуються ядерної енергії та півонії. Також ми бачимо тут картину «Дали зі спини, пише Гала зі спини, увічнення шістьма віртуальними рогівка, відбитими в шести справжніх дзеркалах» (1972—1973) [С44]. На першому поверсі ми можемо побачити ще два варіанти цієї картини з тією ж назвою, що утворюють стереоскопічну групу, а також малюнок з виразними мотивами «Венери з дзеркалом» Веласкеса «Начерк портрета Гала до картини „Сто тисяч віртуальних дів, тимчасово відображених реальними дзеркалами, кількість яких слід визначити“» (1974). І, нарешті, в цьому залі зазвичай виставляється картина з назвою «Копія картини Рубенса, скопійована з картини Леонардо» (1979), спроба відтворення форм і рухів з полотен Леонардо да Вінчі, що захоплювали Далі тим, що в батального живопису з такою композицією, по його словами, складно зрозуміти, хто кого вбиває.
Покинувши Зал Шедеврів, ліворуч ми бачимо вхід в коридор, огинає партер театру. Дали відкрив просто для відвідування і повісив там покажчик одній з вулиць міста Канни, Рю Траян, названій на честь римського імператора, який завоював Дакію і тим, на думку художника, посіяв насіння майбутньої Європи. Ця табличка в черговий раз відсилає нас до Міжнародної виставці сюрреалізму 1938 року, на якій також використовувалися покажчики вулиць і провулків. Гіпсова копія «Раба» Мікеланджело, пофарбована чорною фарбою і накрита ярмом, передує вхід в настільки ж абсолютно чорне приміщення, в якому проводилися різні виставки, а з 2004 року експонуються чудові малюнки Далі, ілюструють його автобіографічну книгу «Таємне життя Сальвадора Далі» і дозволяють нам підібрати основні ключі до життя і творчості художника Крім того, можна переконатися, що малюнок служить автору не просто ілюстрацією, але є незамінним засобом розповіді свідчить про те, з якою життєвою силою п завзятістю Дали прагнув у своїх пошуках наблизитися до ідеалів традиції та Відродження.
В коридорі, рама першого вікна зліва вирішена у вигляді силуету з картини «Подружжя з головами, повними хмар» (1936) з фондів роттердамського музею Бойманс Ван Бенінг. Тут ця інсталяція перетворює бажану ілюзію в дійсність, адже вже при вході в коридор можна розгледіти в контурі фігурного вікна справжні хмари і феєрію Театру-Музею.
У правій стороні коридору, в одній з ніш, ми бачимо «Муху» — незвичайну скульптуру із заліза, накриту москітною сіткою, що робить її форми ще незрозумілішими. В кінці приміщення скляна стіна манить нас помилуватися розгортається спектаклем музею. Це одна з найулюбленіших оглядових майданчиків Далі, звідки видно мішки, що нагадують про композицію Марселя Дюшана «Plafond chargé de 1.200 sacs а carbon», представленої в 1938 році на Міжнародній виставці сюрреалізму в Парижі. Тут же можна побачити гіпсову скульптуру Франсеска Англеса, що зображає дрімає в кріслі-гойдалці стару, копію картини Бузі] про «Німфи і сатир» і свого роду антропоморфний гіпсовий лежак, схожий на скелет, привезений з дому художника в Порт-Льгаїті. Дали часто повторював, що вид на сцену з вікон галерей був одним з головних задоволень, доставляються йому Театром-Музеєм.
Повернувшись на другий поверх, ми потрапляємо в так званий Зал Антоні Пічота. Взаємовідносини Дали з Антоні Пічотом склалися давно, ще з часів дружби між обом і родинами. Дали вирішив поєднати відкриття виставки «Пічот» і свого Театру-Музею та виділив для неї постійне місце на другому поверсі будівлі. У цьому приміщенні ми можемо побачити роботи маслом Пічота і кілька його малюнків, створених між 1972 і 1989 рр. Як Далі, так і Пічот, вчилися, хоч і з різницею у тридцять років, в одного викладача малюнка — Хуана Нуньєса Фернандеса.
Відповідно до побажань Далі, вхід в зал відкриває величезне антропоморфне особа зі рачками-пупсами, безголової лялькою замість носа, волоссям з кукурудзяних качанів і важким мальовничим каменем на маківці. У створенні цього артефакту брали участь обидва художника.
входу в перший зал зліва висить полотно «Мнемозина» із зображенням матері муз, жестом запрошує нас увійти. Навпаки ми бачимо два мальовничих «Автопортрет» з каменів, виконані на основі точного відтворення анаморфпой структури порід мінералів, злегка нагадують за стилем Арчімбольдо, і фігуру стоїть Святого Георгія, теж ніби то складену з каменів і шматків моху. Вражаюче полотно «Алегорія пам'яті» [С55] займає чільне місце в самому кінці лівої частини коридору на другому поверсі. Три фігури, зображення на картині, можуть бути співвіднесені з уривком з «Книги споглядання» Раймундо Дуллія, що описує три іпостасі душі: «Перша пам'ятає те, що друга розуміє, а третя бажає. Друга розуміє те, що пам'ятає перша і чого бажає третя. Третя бажає того, що пам'ятає перша і розуміє друга». Це — ключ до іконографії, втіленої у трьох персонажах: пам'яті, розумі і волі. В іншому кінці коридору, праворуч, знаходиться невелике приміщення, обшите червоною тканиною, в якому зазвичай виставляються найзначніші твори художника, наприклад «День і ніч» — дія відбувається в печері пам'яті, біля входу в неї стоїть Мнемозина, освітлюється світлом ззовні, а внизу панують ніч, темрява, і видніється ряд кам'яних жіночих фігур. Далі в коридорі ми бачимо варіації на тему «Грози» венеціанського художника Джорджоне, полотна, які Пічот створив, натхненний численними бесідами з Дали про таємничі творах цього великого майстра епохи Відродження.
У зв'язку з відкриттям музею Далі заявив в інтерв'ю «Діаріо де Барселона»:
|  | Пічот живописує фанатичну любов, схиляння перед скелями мису Креус, відтворюваними ним у своєрідній манері гіперреалізму і абсолютного фетишизму… |

І саме з таким настроєм слід споглядати композиції Антоні Пічота.

### Зала «Палац Вітру»
Повернувшись у вестибюль першого-і Ажа. ліворуч ми знову бачимо дні чи и оі рафії із серії «Жи, є сон», що ілюструють книгу Педро Кальдерона де ла Барка, і портрет Пікассо 1970 р названий «Я теж знав імператора». Далі слід вхід в зал з назвою "Палац вітру колишнє фоє старого Муніципального театру Фігерасі. Назва залу запозичена у каталонського поета Жоана Марагаля, який охрестив Ампурдана «палацом вітру» через часі,) дующей тут трамонтан, що славиться своєю грізною силою. За словами художника, це приміщення є його житло: справа — спальня, ліворуч — майстерня, а в центрі — зал з його роботами.
Слід звернути особливу увагу на стелю, оформлений п'ятьма полотнами, розписаними Дали в майстерні в Порт-Льгаїті і підігнаними до склепіння приміщення вже на місці, зі спеціально сконструйованих помостів. У центральній частині ми бачимо, зображені в віддаляється перспективі дві колосальні возносящиеся фігури Гала і Далі. Тіло художника. ц {| традиції його перших сюрреалістичних картин, представляє свого роду шафа з відкритими донизу ящиками, що розсипають своє благодатне як в духовному, так і в матеріальному сенсі вміст — золотий дощ — над Фігерасі, Ампурданом і, зрозуміло, глядачами. З правого боку знову з'являються Гала і Далі, що споглядає минає в останню путь корабель, вони уподібнюються персонажам картини Ватто «Відплиття на острів Цітери», однієї з картин-фетишів Далі. Далі говорив, що кінематографічна послідовність розташування образів на полотні французького художника послужила матрицею для "голою, спускається по сходах; Марселя Дюшана, теж поєднує в собі послідовність, одночасність і дисоціацію форм, ("лева, втече, ми знову бачимо багато з образів далінійской іконографії: фігура з задника до балету «Лабіринт»; золоті монети, що натякають на золотий дощ з міфу про Данаї; лулліеви колеса — Дали вважав себе містиком, як Раймундо Раймунд, і говорив, що міс гики живлять з тр. 11, до золота; слони на павукових лапках; годинник з розтікаються циферблатами; м'яке обличчя з картини «Великий рукоблудие» … Тут же на стелі ми бачимо розп'ятого Христа, зі спини і без крес га, силует одного художника фотографа Меліто Казальс, або Мелі, і два білих силуету, передбачати зображення нинішніх короля і королеви Іспанії.
Перед входом в спальню привертає нашу увагу невеликий «Автопортрет» в юні роки (бл. 1919), укладений художником у величезну раму, під портретом встановлена інсталяція, що має в собі дві скульптури з коштовностями, виготовленими за ескізами Далі, — «Персей, зрубують голову Медузи» і розп'яття без хреста, — картину маслом по дереву, майже мініатюру, відому під назвою «Дорога на Пубол» (бл. 1970), і опору з двох фігур Ніки £ амофракійской, з'єднаних разом і встановлених вверх ногами.
Звідси ми проходимо в приміщення спальні, де слід звернути увагу на ліжко у формі раковини, що потрапила сюди з легендарного паризького борделя «Ле Шабане» і можливо, що належала Кастільйоні, однією з фавориток Наполеона III. Поруч з ліжком стоїть затриматися у скульптури, складеної з позолоченого скелета горили і копії статуї рерніні «Екстаз Святої Терези» (1645—1652 рр.), Оригінал якої, також викликав інтерес у інших сюрреалістів, зокрема у Жоржа Батая, знаходиться в церкві Санта Марія делла Вітторія у Римі. Зрозуміти це творіння допомагають витяги з «Містичного маніфесту», написаного Далі в 1951 році: «Мета містицизму — в містичному екстазі; до екстазу веде шлях вдосконалення Святої Терези Авільська, а потім прорив в Обителі, або Замки, Духа». Далі він пояснює: «В естетичному відношенні, через сувору самоінквізицію самої суворої, самої архітектурної, самої піфагорейської і самої виснажливої „містичної мрії“, за допомогою повсякденної інквізиції цих містичних мрій, художник-містик повинен сформуватися в шкірно-кісткову душу (зовні — кістки, всередині — ніжна плоть), таку, як та, що Унамуно приписує Кастилії, де плоть душі може рости тільки до неба: містичний екстаз — екстаз сверхрадостний, вибуховий, руйнівний, надзвуковий, волнообраз, корпускулярний, сверхжслеобразний, бо це — естетичний вибух вищого райського щастя, яке тільки людині дано відчути на землі».
По інший бік ліжка ми бачимо твір з оптичним ефектом, що зображує Мадонну з немовлям, а поруч у вітрині — «Сюрреалістичний об'єкт із символічним функціонуванням» (1931), відновлений в 1974 р. У статті «Сюрреалістичні об'єкти», опублікованій в журналі «Сюрреалізм на службі революції» у грудні 1931 року, Далі класифікує це поняття як «об'єкт із символічним функціонуванням (ірраціонального походження)» і описує так: «Дамська туфелька, в якій стоїть склянка з теплим молоком в центрі ніжного тістечка кольору екскрементів. Механізм полягає в зануренні шматочка цукру з намальованою туфель з метою спостереження за його розчиненням і, відповідно, за рухом зображення туфлі в молоці. Різні елементи (прилип до цукру лобкові волоски, маленька еротична фотографія) доповнюють цей об'єкт супроводжувані коробкою зі змінним шматком цукру і особливою ложкою для розмішування дробинок в туфлі».
Металева ванна, в якій Далі дав кілька інтерв'ю, походженням з того> Ке борделя. Привертають нашу увагу ніжки мармурового біде і ліжка, схожі па зооморфні істоти, і ящик турецького чистильника взуття. Навпаки ліжка поміщена робота Дали служить, як уже говорилося, для того, щоб викликати в глядача відчуття спокою та посмішку.
Над ліжком висить гобелен з картини «Сталість пам'яті» (1931), що знаходиться в Музеї сучасного мистецтва в Нью-Йорку, на ньому ми бачимо знамениті м'які годинник, Прей сі численних тлумачень. У своїй автобіографії «Таємне життя Сальвадора Далі» художник так описує реакцію Гала, вперше побачила це полотно: «Я пильно слідкував за обличчям Гала й побачив, як її здивування переходить в захоплення. Це мене переконало, що новий образ справляє враження, адже Гала завжди безпомилково визначала справжню загадку. Я запитав її:
— Думаєш, через три роки ти згадаєш цю картину?
-Варто її раз побачити, і вже не забудеш.»
Справа стоїть диван-буфет в стилі модерн, на спинці якого Далі зобразив пейзаж Ампурдана. У вітрині на центральній частині спинки дивана виставлені різні статуетки, серед яких ми бачимо: двох «Бібендума» (чоловічки — логотипи фірми «Мішлен»), одного — з головою чайки, іншого — з головою і шиєю лебедя; скульптуру «Пам'яті Ньютона», цього разу невеликих розмірів; порцелянову версію 1973 року «істеричною і аеродинамічний оголеною» (1934), «Материнство», глечик в стилі модерн, який зображає Леду з лебедем. Також привертає увагу фігура з вмонтованими посередині головою Христа і друкованої мікросхемою. Над диваном-буфетом висить плакат Дали до тиражу французької національної лотереї 1972 року, на який накладено картина «Лик удачі», також відомої як «Лулліево колесо», де в зеленому яблучко мішені дійсно можна розгледіти обличчя Фортуни в розбурхуючи очей сусідстві червоного ореолу.
Вийшовши із спальні, праворуч ми побачимо великомасштабну бронзову скульптуру «Пам'яті Ньютона», і перед нами відкриється вхід в галерею головного фасаду будівлі, що отримала назву «Десять рецептів безсмертя» (безсмертя, вважав Далі, є кінцевою метою будь-якого алхімічного пошуку). Відразу біля входу ми бачимо велику фотографію на тканини нинішнього короля Іспанії Хуана Карлоса, в той час ще принца Астурійського, послужили художнику основою для портрета. Потім ми можемо з захопленням розглядати гравюри з книги «Десять рптов безсмертя» 1973 р., дві з яких представлені в стереоскопічному форматі. Наприкінці а виставлена інсталяція з двома футлярами подарункового видання книги, на якій Дали зробив напис «Безсмертя генетичного імперіалізму» і в якій він докладно стосується опитувань, що особливо цікавили його в той час:
|  | Останні наукові відкриття доводять нам, що закони Божі - це закони спадкування, містяться в дезоксирибонуклеїнової кислоти (ДНК), а рибонуклеїнова кислота (РНК) виступає лише посильним, якому наказано передати генетичний код, ИНтш (внутрішній закон) обох цих кислот, утворює ту сходи Якова, якою є модель Крику-Уотсона. У сходах Якова кожен ступінь - сходова площадка ДНК, і ангели виходили й сходили по РНК. Молекулярна відособленість кожного ступеня є єдиними законним квіткою древа Єссеєвого, від якого бере початок будь-яка інша законності. Древо Єссея, цвітіння «гіпарксіологічного» безсмертя Франсеска Пужольса, рецепт безсмертя Веласкеса. Після всього сказаного залишилося тільки передати слово знаменитому Сальвадору Далі, який детально пояснив, як імператор Траян, родом з Севільї, посіяв насіння Європи, підкоривши Дакію і імператорським повелінням давши можливість багатьом поколінням на віки вічні відрізнятися від кенгуру |

На лівій стіні розвішені літографії із серії «Пам'яті Кеведо», що перегукуються з барельєфом бюста цього письменника з скульптурного оформлення старого театру, під барельєфом Дали помістив свою картину 1980 року «Машина, яка мислить». Поверх цього виписаного маслом по фанері нагромадження образів, форм і відчуттів прироблений мікрочип, від якого до погруддя Кеведо піднімається червоний шнур. У такій своєрідній манері Далі вшановує Кеведо, вперше висловив думку про юм. що людина є не більше і не менше, ніж мисляча машина: визначення, яке застосовується і до самого Далі.
У скляній вітрині на виході з галереї експонується «Бюст Веласкеса, що перетворюється в три розмовляли фігури» (1974) з крихітним зображенням «Лас Менінас» на лобі Веласкеса. В простінку між дверима, ведучими в майстерню, де, як казав Далі, змішане мистецтво з наукою, ми бачимо олександрійського воїна, виконаного в мармурі і позолоченої бронзи скульптором Д'Алонсо, постаментом фігурі служать дві перекинуті Ніки Самофракийские. Варто затриматися поглядом на що висить за скульптурою чудовому малюнку «Етюд до» Галарину "" (1943) [С28], іде Дали багатозначно процитував вислів Епгра «Малюнок — це вища чесність мистецтва», додавши від себе, що "Кожна лінія малюнка повинна бути геодезичною". Це чудовий зразок майстерності Дали-рисувальника. Тут доречно навести уривок зі вступу до каталогу виставки «Далі» 1943 року в галереї Нодлер в Нью-Йорку, в якому художник проголошує:
|  | У малюнку все моє честолюбство обмежувалося осягненням традиції старих майстрів. <…> Техніка живопису досягла вищої точки практичного майстерності і досконалості в періоди, Відродження, а в нашу епоху особливо очевидний абсолютний занепад виразних середовищі, тому при бажанні розвиватися ми повинні неухильно йти назад. Ще до нас Енгр в, ю життя пристрасно прагнув повернутися до Рафаелю. Так само і Пікассо слід за Енгра з 0 скрупульозної об'єктивністю. Начерк стопи, намічений Рафаелем де Урбіно, нарис липа або деревного листа роботи Леонардо да Вінчі залишаються і залишаться, з кожним разом все з більшою непохитністю, самим неймовірним і самим незбагненним дивом, зобов'язаним чуйності і розуму людини |

При вході в майстерню ми бачимо ескіз до картини «галюциногенний тореро» (бл. 1968-70), де чітко проглядається подвійний образ тореро; поруч — «Оголена» Вільяма Адольфа Бугеро, відомого як салонний, академічний художник і так само, як і Мейсоньє, що возносять Дали; вгорі — полотно на сюжет місцевої легенди «Золота коза із замку Кермансо» (197'1), в якому Далі створює оптичну ілюзію золотих монет. Місце в кутку зайнято мольберті і. належали Мейсоньє, з телефонним апаратом та двома портретами Гала: «Галатея сфер» (1952) [С35] і «Портрет Гала з симптомами оносорожіванія» (1954), що відносяться до періодів (у ядерного містицизму. У всіх творах цього залу художник стосується теми Вічно жіночного, втіленого в особі Гала, академізмі Бугеро і гіперреалізмі оголеної моделі Джона де Андреа, зробленої з полістиролу і розташованої точно в центрі залу. Над скульптурою привертає увагу своєрідна лампа в модерністському стилі з головою богині Фортуни із зав'язаними очима, що підноситься над усім на підвішеній до стелі спіралі з чайних ложок.
Задню стіну покриває постраждале від старості полотно з нічним видом рибальського містечка, в даному випадку Кадакеса, написане каталонським художником Елізеу Мейфреном. Поруч інсталяція, що нагадує відкрите вікно, обрамляє голограму «Холос! Холос! Веласкес! Габор!» (1972—1973) [С45], в якій Далі, поєднавши найостанніші досягнення науки з класичним мистецтвом, представив у трьох вимірах мрію Веласкеса — «Лас Менінас». В інсталяцію включено великомасштабна картина невідомого художника в романтичному | Тіля, двоє дверей з геометричним малюнком зі стрічок прядив'яних сандалій і з парою різьблених ручок. Далі ми бачимо модерністську лампу Ектора Гимара і малюнок олівцем Далі 1972 року — оголені фігури та кінські силуети.
Вийшовши з цього приміщення, ми знову опиняємося під розписаним стелею залу «Палац вітру» і бачимо дві картини Далі 1972 року, виконані в техніці «сфуматто», винайденої Леонардо. На першій зображено обличчя Христа, а на другий — жіночий торс. У іншого простінка в скляній вітрині виставлені костюм і шпага, придумані Дали для церемонії його обрання в іноземні члени Академії Інституту витончених мистецтв Франції, де він виступив з доповіддю «Гала, Велкаскес і золоте руно». Там же знаходиться картина «Алегорія весни» (1978).
Вийшовши із залу, зліва ми бачимо ще одну вітрину, цього разу присвячену полотну французького художника Мілле «Анжелюс», представленому репродукцією самої картини і примірниками книги «Трагічний міф про» Анжелюс «Мілле: параноїк-критична інтерпретація». Ця книга, в якій з точки зору сюрреалізму досліджується механізм прояви параної, була написана Дали в 1933 році і потім, нібито, загублена і надрукована через тридцять років. У ній Дали запропонував незвичайне пояснення картини Мілле, припустивши, що там зображені похорони дитини. Для підтвердження своєї теорії він запросив Лувр, де в той час зберігалася картина, провести рентгенівське дослідження, в результаті якого на полотні між вартими фігурами дійсно було виявлено зображення труни, пізніше зафарбованого самим автором.
Потім слід Зал «Поезія Америки» зі значимим для Далі однойменним полотном, над яким він працював протягом свого перебування в Сполучених Штатах з 1940 по 1948 рік. Пізніше Дали змінив назву на «Космічні атлети» [С27]. Зазвичай тут же експонується картина «Портрет Лоуренса Олів'є в ролі Річарда III» (1955), а також чудовий малюнок 1974 року «Ангели, що споглядає зведення в ранг святого». В коридорі можна побачити літографії із серій «Міфології» і «Життя є сон»; а зліва — двері, обрамлену тими ж булочками, що й фасад Вежі Галатеї, колись відкривала вхід в стару Вежу Горгот з лож муніципального театру, а нині в Вежу Галатеї.

### Вежа Галатеї
Дали планував створити в Залі Темп'єтто Браманте атмосферу таємничості і повністю позбавив його денного світла, наглухо закривши вікна світлонепроникною тканиною. У центрі приміщення височить вражаюча інсталяція, увінчана великою розкладною скляною перегородкою — ще одним плодом співпраці Далі та архітектора Переса Пінейро. Це макет стіни з 36 квадратів прозорого метакрилату, створеної на основі ідей, почерпнутих з трактату «Бесіди про кубічної фігурі» Хуана де Еррера, будівельника Ескоріалу, та іншої роботи Далі. Стіна призначалася для відділення зони партеру від сцени і повинна була водночас перетворювати музей у «Святу Кібернетичну капелу». Внизу під панно знаходиться «Кібернетична принцеса» — поховальне вбрання з друкованих мікросхем, створене в наслідування костюму принцеси Доу Вань (II ст. до н. е.), що складається зі скріплених нефритових пластин. Принцеса з обох сторін відгороджена ширмою, затягнутою шовковою тканиною зі східними мотивами. На стінах зали розміщені оригінали фігур, виконаних в стилі Мікеланджело, що знаходилися раніше під куполом.
В глибині зали височіє копія Темп'єтто Браманте, подарована Далі чилійським мультимільйонером Артуро Лопес-Вілшоу. Цей храм Браманте знаходиться в Римі. Далі також називав цю залу «гардеробною Артуро Лопеса». Підлога викладена набірним паркетом з різних порід дерева, а передня стіна споруди замінена склом. У цьому оббитому оксамитом храмі експонуються ювелірні вироби, створені за ескізами Дали в 70-ті роки, серед яких варто відзначити «Христа Лімпіасського» (бл. 1970), а також дерев'яний бюст з колажем з аметистів і пейзажем Ампурдана в нижній частині та роботи «Космічний слон» (бл. 1970), «Мадонна Порт Лїгату» (бл. 1970), «Святий Нарцис» (1974) та «Імператор Траян на коні» (1974). Звідси відвідувачі переходять до Вежі Галатеї, в Залу оптичних і стереоскопічних трюків «Ложа». У своїх дослідженнях світу оптичної ілюзії Дали завжди слідував філософській меті, намагаючись відобразити образ тієї невловимості, якою є час. Він прагнув наділити матерією сни, бажання, страхи, тугу.
Км у хоі елось висловити вигляд мани Сучасну людину.
З дитячих років Далі мав пристрасть до явищ, пов'язаних з почуттям зору, і в ім'я створення особливого сприйняття чуттєвого світу не боявся змінювати і пристосовувати живописну техніку до найвидатніших відкриттів науково-технічного прогресу. За допомогою різних методик і систем — подвійного образу, анаморфозу, стереоскопії, голографії, кіно, — завжди рівняючись на досягнення науки, Далі представляє зовнішню і, одночасно, внутрішню реальність, яка може збігатися або не збігатися з реальністю глядача, але неодмінно викликає у нього ряд асоціацій, що дозволяють поринути в дискурс художника.
Дали хочем Ухиляючись від порядку і обмежень, що накладаються правилами оптичного експерименту, і тому в 60 роки починає працювати зі стереоскопії, чисто механічним способом оптичного сприйняття третього виміру. У книзі «Десять рецептів безсмертя» він пише: «стереоскопія дарує геометрії безсмертя і істинність, оскільки завдяки їй нам стає доступним третій вимір сфери».
В цьому залі ми можемо побачити кілька стереоскопічних установок з фотографіями картин «Стілець» (1975), «Далі, приподнимающий шкіру Середземного моря, щоб показати Гала народження Венери» (1978) (ця картина експонувалася в той же рік в нью-йоркському Музеї Гуггенхайма і була класифікована художником як гіперстереоскопічний твір, відповідне моделі Роджера Л. де Монгебелло) і «Ступня Гала» (бл. 1975-76), а також їх оригінали, по два на кожну установку.
Також слід скасує, циліндричну голограму з 360-градусним оглядом «Далі, який малює Гала» і «Голограму, присвячену Еліс Купер» в сусідньому залі. Підтвердженням інтересу Дали до голографії СЛУЖИТЬ г гот факт, що він був першим художником, що проводив голографічний експеримент в чисто художніх цілях, і заради цього навіть співпрацював з лауреатом Нобелівської премії з фізики Денисом Табором.
У попередньому залі також експонуються чотири анаморфози, представлені літографіями з зображеннями арлекіна («Арлекін», 1972), оголеною («Оголена», 1972), вершника зі штандартом («Вершник», 1972) і черепа («Череп», 1972), образи яких знаходять впізнавані обриси в дзеркальній поверхні пляшки пуншу. Тут слід нагадати, що Далі з великих, інтересом прочитав твір Юргіс Балтрушайтіса "Анаморфози, або куруьезпие перспектіві, ,., (1955), де вже в пролозі зазначається, що: « В історії мистецтва перспектива обьічі розглядається, як фактор реалізму, який заповнює третій вимір. Анаморфозу <…> міняє місцями її елементи і принципи: замість того, щоб зводитися до видимих кордонів, форми проектуються за свої межі і зміщуються в просторі, знаходячи стрункість обрисів при погляді на них з певної точки. Ця система вважається технічним курйозом, але в ній міститься поетика абстракції, потужний механізм оптичної ілюзії і філософія вигаданої реальності».
У другому залі оптичних ілюзій демонструються інші стереоскопічні роботи і такі картини, як «Пам'яті Мейсон'е» (1965), приклад «action painting» («живопису дії» з образом Наполеона, — черговий натяк на полотна цього французького художника, «Світанок, опівдні, захід і сутінки „(1979) [С48] і полотно з промовистою назвою“ В пошук \ четвертого виміру» (1979). З робіт, придбаних Фондом, можна відзначити твори тридцятих років: " Постать і драпірування в пейзажі " (1934), «Затемнення і рослинний осмос» (1934), «Сюрреалістична композиція з невидимими Флурі» (бл. 1936) [С21] і «Звичайний язичницький краєвид» (1937).
Праворуч, у колишній оборонної частини фортечної стіни міста, розташоване неболип> е приміщення під назвою «Вежа Всіх Загадок», в якому експонується «Бабауо», макет сцени зі скляними панно, розмальованими олійною фарбою за мотивами написаного Та й сценарію однойменного кінофільму, так і залишився нереалізованим.
Далі ми потрапляємо у другу «Ложу», де праворуч поміщена афіша кориди, влаштованої в Фігерасі 12 серпня 1961 в честь Далі, з колажем з малюнка, створеного художником для обкладинки меню урочистої вечері, що завершував заходи того святкового дня. У наступному залі, праворуч, ми бачимо картину 1974 року «Далі, пише свою трагедію», на якій Дали представлений письменником — згадаємо, що іноді він вважав себе більше письменником, ніж художником, — працюючим, по всій видимості, над одним зі своїх останніх творів, трагедією «Мученик». У залі з картиною «Якщо вже падає, так падає», переробленої Далі з фламандського натюрморта в 1972—1973 роках ще в Порт-Льгаїті, експонуються такі роботи його останнього періода, як «Меркурій і Аргус» (1981), в якої розробляється сюжет міфу, також відбитого Веласкесом. Картина оповідає про смерть, або занапащене життя, і про те, що хтось означає в контексті особистого сприйняття Веласксса, яке обрало такий міф для свого останнього твору. У цьому захоплює Дали міфі Меркурій присипляє Аргуса музикою, щоб \ «6и I ь е: о і звільнити 11О, перетворену на телицю. Тут ми також можемо побачити картину, Три загадки Гола» (1982) з профілем Афродіти Книдской в горизонтальному плані і двома сидячими постатями, що втілюють хід часу.
Екскурсія до Театру-музею закінчується у полотна 1983 «Ласточкін хвіст і віолончель (Серія Катастрофи)», художньої інтерпретації теорії катастроф математика Рене Тома, з яким Дали дружив і листувався. Іншими вченими, з ким Дали підтримував стосунки, були Північно Очоа, Ілля Пригожий і Франк Сальван. З останнім Дали обговорював питання, пов'язані з першими об'ємними фотознімками атома золота на кремнієвій поверхні; отриманими на електронному мікроскопі за допомогою тунельного ефекту. Дали вважав, що на цих знімках видно такі ж вигини, як і на колонах Берніні. Ознайомившись з цією картиною, спустимося по сходах, що ведуть до виходу, а там, з правого Орон, можна потрапити в зал "Далі. Ювелірні роботи "або через скляні двері зліва рийте у внутрішній двір Вежі Галатеї, звідки відкривається вид на дзвіницю церкви! Святого Петра і зовнішні стіни музею. У серпні у вечірні години роботи музею у дворі можна [оглянути відеофільми, присвячені Далі. | В останній період життя в Башті Галатеї Дали протягом дня часто споглядав з вікна своєї кімнати форми, створювані сонцем на стінах музею. На схилі своїх днів він вважав це видовище єдиним гідним споглядання і побажав, щоб ця частина музею зберігалася в незмінному вигляді. Його воля була виконана.

## Експозиція

### Картини

#### Зала «Рибні Крамниці»

Свято біля дзвіниці, (1921)
Венера, що посміхається, (1921)
Ярмарок Святого Хреста у Фігерасі, (1922)
Перші весняні дні, (1922-23)
Порт-Альгер, (1923)
Кубістичний автопортрет, (1923)
Сатирична композиція, (1923)
Портрет сестри, (1925)
Барселонський манекен, (1926)
Портрет Пікассо у XXI сторіччі, (1947)
Оносорожений «Троянець» Фідія, (1954)

#### Зала Скарбів

Пляшка рому з сифоном, (1924)
Інавгуральна гусяча шкіра, (1928)
Примара сексуальної привабливості, (1934)
Галарина, (1945)
Кошик з хлібом, (1945)
Атомна Леда, (1949)

#### Зала Оптичних ілюзій

Хвіст ластівки, (1983)

#### Ложа: Зала оптичних та стереоскопічних трюків

Два шматки хліба, що висловлюють любовне почуття, (1940)

#### Зала «Поезія Америки»
- Кентавр (1940)
- Поезія Америки (1943)

#### Зала «Палац Вітру»

Галатея зі сферами, (1952)

#### Ювелірні роботи

Апофеоз долара, (1965)

#### Зала картини «Якщо вже падає, то падає»
- Якщо вже падає, то падає (1972-73)

### Ювелірні роботи
У 1999 році Фонд «Гала-Сальвадор Далі» придбав колекцію ювелірних виробів, зроблених за ескізами Далі, які на момент купівлі належали зібранню Оуена Четема. Для коштовностей була відведена будівля старовинного гостинного двору «Фонду Кондаль», який також слугував антикварним магазином.
У цій навмисно позбавленій світла залі, оформленій за проектом Оскара Тускетса, демонструються як самі ювелірні вироби, так і ескізи до них. Як писав Далі у 1959 році: «Прикрашені коштовностями роботи <…> створені, аби насолоджуваті погляд, піднімати дух, пробуджувати уяву та висловлювати переконання. Без публіки, без присутності глядачів ці коштовності не виконають свого призначення. Таким чином, глядач стає остаточним творцем. Його погляд, його серце, його розум зливаються воєдино та з більшим або меншим розумінням вловлюючи наміри творця, дають їм життя».
Коштовності утворюють оригунальну колекцію робіт, об'єднаних єдиною ідеєю та виготовлених нью-йоркською ювелірною майстернею «Алемань і Ертман». Далі пояснював:
|  | Я проектую, винаходжу, вигадую, як ювелірні майстри Відродження, як Рубенс або Дюрер, але коли настає час виконання задуму, я завжди, окрім окремих винятків, покладаюся на вміння майстрів і лише слідкую за роботою |

Перші задумані Далі та втілені в життя ювелірні вироби можна віднести до сюрреалістичного етапу, другі — до містично-ядерного періоду, а останні включають рух і динаміку: від м'якого годинника «Постійності пам'яті» (1949) до хреста «Світло Христа» (1953) і «Королівського серця» (1953) — механізму, що здатен битися.

Королівське серце, (1953)
Потир життя, (1965)

Здебільшого, ювелірні вироби Далі не призначенні до того, аби їх носили — коштовні каміння використані, скоріше, як художні елементи за винятком тих випадків, коли Далі створював малюнок безпосередньо на камені. До цього додаткового прийому художник вдався у таких роботах як «Якнгол вічності», у виробі «Грона безсмертя» (1970), «Pax vobiscum» (1968), «Дафна» (1967) та «Хрест янгола» (1960).
В ювелірних роботах Далі в тій чи іншій мірі завжди присутня символіка Далі. Брошка з назвою «Постійність пам'яті», яка відтворює відому картину 1931 року, є наочним тому прикладом — цей годинник є незмінним елементом впродовж усього творчого шляху художника. Образ телефону часто з'являється в роботах Далі; тут в «Телефонних сережках» (1949) художник намагається відобразити технічний прогрес, швидкість сучасного зв'язку й небезпеку миттєвого повороту думки. Питання віри, представлені, головним чином, у розп'яттях, займають важливе місце в ювелірній колекції.

## Висловлювання відомих людей про Театр-музей Далі
|                   | Театр Фігерасу — можна сказати й Театр Фігур — є системою мнемонічних точок, аналогічною тій, що придумав Джуліо Камілло, аби дати розуму обличчя: тут таємне стає явним, відкриваються вікна душі, у цьому місці зміс речень набуває плоті |
| — Гомес де Ліаньо | |

## Цікаві факти
- 12 серпня 1961 року, під час святкування початку створення музею у Фігерасі, одним із запланованих заходів була корида. За задумом Далі, переможеного бика мали підняти вертольотом, проте реалізації задуму завадив сильний вітер. Тоді, за дорученням художника, було змодельовано гіпсового бика, якого підірвали по завершенню кориди, перед святковим феєрверком.
- На Музей Сальвадора Далі перетворено не лише колишній муніципальний театр Фігерасу, але й частину стародавніх стін міста, зокрема одну із веж, а також колись найбільший у місті рибний ринок.